# Philéas Lebesgue
Philéas Lebesgue, född den 26 november 1869 i La Neuville-Vault, departementet Oise, död där den 11 oktober 1958, var en fransk författare.
Lebesgue debuterade 1888 med dikter, kom sedan att studera metrik och estetik. Av hans arbeten kan nämnas diktsamlingen Les servitudes (1913), de litteraturkritiska Le Portugal littéraire d'aujourd'hui (1904), La Gréce littéraire d'aujourd'hui (1906), Essai d'expansion d'une esthétique (1911), den filologiska Au-delà des grammaires (1904), en omdiktning till samtidsfranska av Marie de Frances "Six lais" och av serbiska folksånger (1920). 
|  |  |  |